# مهرجان ميلانو السينمائي
مهرجان ميلانو السينمائي (بالإيطالية: Milan Film Festival)‏ اختصارًا (MFF)، المعروف أيضًا باسم مهرجان ميلان السينمائي، هو مهرجان سينمائي سنوي يقام منذ عام 1996 في ميلانو، إيطاليا. تأسس كمسابقة للأفلام القصيرة المحلية فقط. وفي عام 1998، أصبح مهرجانًا سينمائيًا دوليًا للفيلم وبدأ منح جوائز للمشاركين فيه. في عام 1999، بدأ في عرض الأفلام الروائية، وفي العام التالي بدأت المنافسة على جائزة أفضل فيلم.

## جائزة أفضل فيلم
- 2000: الشواء الأيرلندي، إخراج بيت بارويتش (ألمانيا / أيرلندا)
- 2001: فوتوجراف، إخراج كاظم أوز (تركيا)
- 2002: أطفال الحب، إخراج جيفري انثوفين (بلجيكا)، وأغنية سورك، إخراج جوناثان فو ونغوين فان كوانغ بينه
- 2003: لا شيء مؤكد، كل شيء في الخيال. . . وفقا لفليني، إخراج سوزان جلوث
- 2004: معارك حب، إخراج دانيال عربيد (فرنسا / بلجيكا / لبنان) ، وهنا إخراج زرينكو أوجريستا
- 2005:Kept and Dreamless، من إخراج مارتن دي سالفو و فيرا فوغويل (الأرجنتين / اسبانيا / هولندا)
- 2006: Marilena from P7، إخراج كريستيان نيميسكو (رومانيا)
- 2007: ريبرايز، من إخراج يواكيم تراير (النرويج)
- 2008: Still Orangutans، إخراج جوستافو سبوليدورو (البرازيل)
- 2009: اليد اليسرى، إخراج لورانس ثرش (اليابان)
- 2010: على الجانب الآخر من الحياة، إخراج ستيفاني بروكهاوس وآندي وولف (ألمانيا)
- 2011: إيطاليا:أحبها، أو اتركها، إخراج Luca Ragazzi وغوستاف هوفر (إيطاليا / ألمانيا)
- 2012: China Heavyweight، إخراج يونغ تشانغ (كندا / الصين)
- 2013: أنت والليل، إخراج يان غونزاليس (فرنسا)

## روابط خارجية
- الموقع الرسمي